# TMG I
『TMG I』（ティー・エム・ジー・ワン）は、日本の音楽ユニット・B'zの松本孝弘を中心に結成されたロックバンド・TMGの1枚目のスタジオ・アルバムである。

## 概要
初回限定盤は、シングル曲「OH JAPAN 〜OUR TIME IS NOW〜」のミュージック・ビデオや、ドキュメント映像、メンバープロフィールを収録したDVDが付属。
2004年7月5日付のオリコン週間アルバムランキングで、週間推定売上枚数9万281枚を記録して初登場1位を獲得。
2004年5月9日に全国のハードロックカフェにて先行リスニングパーティーが開催され、抽選で選ばれた1,000名が招待された（シングル『OH JAPAN 〜OUR TIME IS NOW〜』の応募特典）。
2004年11月8日、イタリアのレコード・レーベルであるフロンティアーズ・レコードより本作がリリースされ、ヨーロッパ全域で販売された。

## 収録曲
1. OH JAPAN 〜OUR TIME IS NOW〜 (4:09)
  - 1stシングル曲。
  - 「TMG LIVE "Dodge The Bullet" Tour」ではアンコールラストに演奏された。
2. Everything Passes Away (4:40)
  - 子供のセリフが入った約1分のイントロで始まる。
  - ベースのジャック・ブレイズが作詞を手がけた。
  - 松本はデモの段階で「もの凄い手応えを感じた」と語っている[3]。
  - 「TMG LIVE "Dodge The Bullet" Tour」では1曲目に演奏された。
3. KINGS FOR A DAY (3:47)
4. I Know You by Heart (3:33)
  - 2004年1月に録音された楽曲[3]。
5. I wish you were here (4:19)
6. THE GREATEST SHOW ON EARTH (3:03)
  - 本作の全曲紹介の中で松本は「三味線Song」と称している[3]。
  - 2004年8月13日放送の『ミュージックステーション』（テレビ朝日系）で披露された[4]。
7. Signs of Life (3:50)
8. RED, WHITE AND BULLET BLUES (4:53)
9. TRAPPED (3:38)
  - 1stシングル『OH JAPAN 〜OUR TIME IS NOW〜』のカップリング。
10. My Alibi (3:08)
  - 本作で唯一ライブで披露されていない楽曲。
11. WONDERLAND (4:16)
12. TRAIN, TRAIN (4:18)
13. Two of a Kind (5:42)
  - バラードナンバー。当初バラードをやる予定はなく、松本が作った曲をメンバーに聞かせたところ「是非やってみよう」ということから取り組むこととなった[3]。
14. NEVER GOOD-BYE (5:02)
  - イントロは徳永暁人の打ち込みによるもの[3]。
  - 2004年12月18日公開の映画『ULTRAMAN』の主題歌として使用され[5]、サウンドトラック集『ULTRAMAN ORIGINAL SOUNDTRACK』に収録された。

## タイアップ
- 『TV ASAHI NETWORK SPORTS 2004』テーマソング（#1）
- 松竹映画『ULTRAMAN』主題歌(#14)

## 参加ミュージシャン
- 松本孝弘：ギター、作曲・編曲
- エリック・マーティン：ボーカル、作詞（#1.3-6.8.9.11.12）、コーラス（#1-8.10.11.13.14）
- ジャック・ブレイズ：ベース、ボーカル、作詞（#1.2.4.5.7.9.10.13.14）、コーラス（#1.2.4-7.9-14）
- ブライアン・ティッシー：ドラム（#1-9.11.14）
- シンディ・ブラックマン：ドラム（#10.12.13）
- 徳永暁人：編曲
- トニー・ファヌッチ：作詞（#3）
- アンドレ・ペシス：作詞（#3.6.8.11.12）
- 小野塚晃：オルガン（#13）
- 大田紳一郎：コーラス（#9）